# Invasor
Invasor is een Spaanse film uit 2012, geregisseerd door Daniel Calparsoro. De film is gebaseerd op het gelijknamige boek van Fernando Marías Amondo.

## Verhaal
Militair arts Pablo Garre (Alberto Ammann) en zijn medesoldaat Diego (Antonio de la Torre) proberen Irak te ontsnappen. Terwijl ze schuilen, worden ze aangevallen, en Garre raakt gewond. Bij thuiskomst begint hij aan zijn rehabilitatie. Hij is verrast wanneer hij hoort dat Diego en hij als helden worden ontvangen vanwege hun ontdekking van een terroristische cel. Zijn herinneringen aan wat er is gebeurd zijn gefragmenteerd, maar hij herinnert zich genoeg om te weten dat de waarheid heel anders is dan de officiële versie van het verhaal. Garre gaat op zoek naar wat er werkelijk is gebeurd.

## Rolverdeling
| Acteur              | Personage         |
| ------------------- | ----------------- |
| Alberto Ammann      | Pablo             |
| Antonio de la Torre | Diego             |
| Karra Elejalde      | Baza              |
| Inma Cuesta         | Ángela            |
| Luis Zahera         | Arturo            |
| Bernabé Fernández   | soldado pelirrojo |

## Ontvangst

### Prijzen en nominaties
Een selectie:
| Jaar | Evenement                       | Categorie               | Genomineerde                                       | Resultaat   |
| ---- | ------------------------------- | ----------------------- | -------------------------------------------------- | ----------- |
| 2013 | Premios Goya (27ste uitreiking) | Beste mannelijke bijrol | Antonio de la Torre                                | Genomineerd |
| 2013 | Premios Goya (27ste uitreiking) | Beste bewerkt scenario  | Javier Gullón, Jorge Arenillas                     | Genomineerd |
| 2013 | Premios Goya (27ste uitreiking) | Beste montage           | David Pinillos, Antonio Frutos                     | Genomineerd |
| 2013 | Premios Goya (27ste uitreiking) | Beste geluid            | Sergio Burmann, Nicolas de Poulpiquet, James Muñoz | Genomineerd |
| 2013 | Premios Goya (27ste uitreiking) | Beste speciale effecten | Reyes Abades, Isidro Jiménez                       | Genomineerd |